# Арандаспис
Арандаспис (лат. Arandaspis, буквально — щит из Аранды) — род вымерших бесчелюстных из подкласса арандаспид (Arandaspida), живших во времена ордовикского периода (478,6—460,9 млн лет назад, в некоторых источниках указывается иной временной отрезок — 465—455 млн лет назад). Является самым древним из известных бесчелюстных, чей скелет был найден совершенно целым.

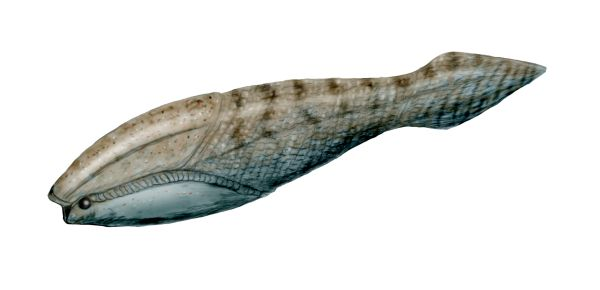
Реконструкция внешнего облика арандасписа

## Открытие
В 1959 году в районе австралийского местечка Алис-Спрингс в песчаных отложениях древнего мелководного моря были обнаружены головной щит и пластины представителя гетеростраков, длина которого достигала 12—14 см (или 6 дюймов с небольшим). Его стали именовать арандасписом по названию племени аборигенов, которое жило около тех мест, где было совершено открытие.
Останки арандасписов находят в Австралии, где сейчас имеется в общей сложности четыре коллекции останков этого существа.

## Общее описание

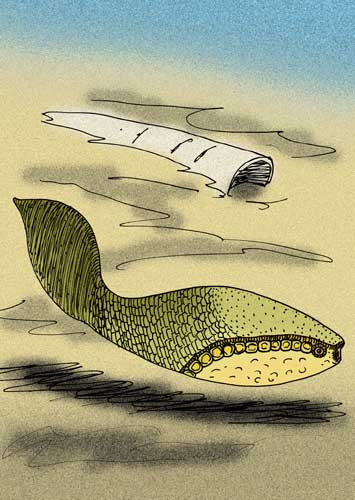
Рисунок, изображающий особь Arandaspis prionotolepis

Арандаспис является одним из самых известных ордовикских рыбообразных, хотя его внешний вид, конечно, не таков, каким его можно ожидать. Тело арандасписа было длинным и грузным, с одним-единственным плавником в задней части тела. Арандаспис не был очень мощным, или, напротив, очень изящным и умелым пловцом — может быть, он передвигался посредством стремительных, но небольших волнистых движений тела из стороны в сторону, то есть примерно как современные головастики. У арандасписа имелись два своеобразных «щита», состоявших из тонкой кости, при этом нижний щит был более толстым и жёстким, чем верхний. Это служило телу опорой и, возможно, также защитой, однако такого рода приспособлениями было защищено не всё тело, а лишь его передняя часть — к примеру, глаза и жабры оставались совершенно уязвимыми. Сам же панцирь достигал в длину 5—6 сантиметров.

## Образ жизни
В рацион арандасписа, вероятно, входили намного более мелкие морские организмы. Тем не менее, ротовое отверстие его направлено больше вниз, поэтому также существует предположение, что это было придонное животное, питавшееся микроорганизмами или органическими остатками, которое оно отцеживало из ила. Арандасписа принято считать бесчелюстным животным, но, тем не менее, представляется возможность того, что у него, как и у других гетеростраков, имелась пара специальных пластин, которыми он мог двигать как губами, подбирая частицы пищи со дна.